# 默古雷萊鄉 (普拉霍瓦縣)
45°05′41″N 26°02′13″E / 45.09472°N 26.03694°E
默古雷萊鄉（羅馬尼亞語：Comuna Măgurele, Prahova），是羅馬尼亞的鄉份，位於該國中南部，由普拉霍瓦縣負責管轄，處於布加勒斯特以北70公里，每年平均降雨量1,037毫米，海拔高度251米，2007年人口4,877。